# Archives des Sciences Physiques et Naturelles
Archives des Sciences Physiques et Naturelles (abreviado Arch. Sci. Phys. Nat.) fue una revista con ilustraciones y descripciones botánicas que fue editada por la Universidad de Ginebra. Fue publicada en 5 series desde 1846 hasta 1947. Fue precedida por Bibliotheque Universelle de Geneve y sucedida por Bibliothèque universelle.

## Publicaciones
- Serie n.º 1: Vols. 1-36, 1846-57;
- Serie n.º 2, vols. 1-64, 1858-78;
- Serie n.º 3, vols. 1-34, 1878-95;
- Serie n.º 4, vols. 1-46, 1896-1918;
- Serie n.º 5, vols. 1-29, 1919-47